# اره ۲
اره ۲ (به انگلیسی: Saw II) نام یک فیلم ترسناک است که در سال ۲۰۰۵ و در ادامهٔ فیلم اره ۱ ساخته شد. اره ۲ دومین فیلم از مجموعه فیلم اره است. در این فیلم به کارگردانی دارن لین بوسمن، بر اساس فیلمنامه‌ای از خودش و لی ونل (یکی از نویسندگان اره ۱) و با بازی توبین بل، دانی والبرگ و شاونی اسمیت تولید شد. اره ۲ در ۲۸ اکتبر ۲۰۰۵ در آمریکا به نمایش درآمد. توبین بل برای بازی در نقش جیگ‌ساو نامزد دریافت جایزهٔ بهترین شخصیت شرور از ام‌تی‌وی شد.

## خلاصهٔ داستان
عده‌ای که هر کدام به نوعی درگیر خلاف و اعتیاد هستند. وقتی به هوش می‌آیند (یا به اصطلاح از خواب برمی خیزند)، متوجه می‌شوند که در یک اتاق زندانی هستند. اما بعد از مدتی متوجه می‌شوند که به دست جیگ‌ساو قاتل، گرفتار شده‌اند، و به بدن همه آن‌ها سم تزریق شده؛ و برای به دست آوردن پادزهر، باید مراحل بازی را که جیگ‌ساو از آن‌ها خواسته انجام دهند. در طی فیلم، کاراگاه متیوز که پسر او نیز بین زندانیان است، محل مخفیگاه را پیدا می‌کند. اما در پایان فیلم خود نیز به دست جیگ‌ساو گرفتار می‌شود، و در همان حمام متروک زندانی می‌شود.